# Campionati mondiali di nuoto in vasca corta 2024 - Staffetta 4x100 metri stile libero femminile
La gara della staffetta 4x100 metri stile libero femminile dei campionati mondiali di nuoto in vasca corta 2024 si è svolta il 10 dicembre 2024 presso la Duna Aréna di Budapest.

## Podio
| Pos.    | Nazione     | Atleta                                                                                       |
| ------- | ----------- | -------------------------------------------------------------------------------------------- |
| Oro     | Stati Uniti | Kate Douglass Katharine Berkoff Alex Shackell Gretchen Walsh Phoebe Bacon Jillian Cox        |
| Argento | Australia   | Meg Harris Milla Jansen Alexandria Perkins Lani Pallister Lily Price Leah Neale              |
| Bronzo  | Canada      | Mary-Sophie Harvey Summer McIntosh Ingrid Wilm Penny Oleksiak Sydney Pickrem Alexanne Lepage |

## Record
Prima della manifestazione il record del mondo (RM) e il record dei campionati (RC) erano i seguenti.
|  | 3'25"43 | Australia | 13 dicembre 2022 Melbourne |
|  | 3'25"43 | Australia | 13 dicembre 2022 Melbourne |

Durante la competizione è stato migliorato il seguente record:
|  | 3'25"01 | Stati Uniti |

## Programma
| Data             | Ora   | Turno    |
| ---------------- | ----- | -------- |
| 10 dicembre 2024 | 11:23 | Batterie |
| 10 dicembre 2024 | 19:12 | Finale   |

## Risultati

### Batterie
| Pos. | Batteria | Corsia | Nazione     | Atleta                                                                                               | Tempo   | Note |
| ---- | -------- | ------ | ----------- | --- | ------- | ---- |
| 1    | 1        | 3      | Italia      | Sofia Morini (52"71) Sara Curtis (51"30) Chiara Tarantino (52"58) Emma Virginia Menicucci (53"27)    | 3'29"86 | Q    |
| 2    | 1        | 2      | Germania    | Nina Jazy (52"93) Nicole Maier (53"19) Nina Holt (52"07) Nele Schulze (52"18)                        | 3'30"37 | Q    |
| 3    | 1        | 4      | Stati Uniti | Phoebe Bacon (53"39) Alex Shackell (52"16) Jillian Cox (55"10) Gretchen Walsh (50"51)                | 3'31"16 | Q    |
| 4    | 2        | 6      | Ungheria    | Nikolett Pádár (53"22) Panna Ugrai (52"93) Petra Senánszky (52"63) Lilla Minna Ábrahám (52"58)       | 3'31"36 | Q    |
| 5    | 2        | 3      | Svezia      | Sara Junevik (52"68) Louise Hansson (51"88) Klara Thormalm (53"98) Sofia Åstedt (53"02)              | 3'31"56 | Q    |
| 6    | 2        | 1      | NAB         | Daria Klepikova (52"60) Daria Trofimova (51"84) Alina Gaifutdinova (53"98) Milana Stepanova (53"47)  | 3'31"89 | Q    |
| 7    | 2        | 4      | Australia   | Milla Jansen (53"08) Lily Price (53"95) Leah Neale (52"65) Meg Harris (52"22)                        | 3'31"90 | Q    |
| 8    | 1        | 5      | Canada      | Penny Oleksiak (53"72) Sydney Pickrem (53"52) Ingrid Wilm (52"97) Alexanne Lepage (54"29)            | 3'34"50 | Q    |
| 9    | 2        | 5      | Cina        | Liu Shuhan (53"41) Kong Yaqi (54"45) Zhang Jingyan (54"28) Luo Mingyu (54"04)                        | 3'36"18 |      |
| 10   | 1        | 6      | Giappone    | Yume Jinno (53"94) Mizuki Hirai (53"46) Aimi Nagaoka (53"94) Misuzu Nagaoka (55"04)                  | 3'36"38 |      |
| 11   | 1        | 7      | Slovacchia  | Teresa Ivan (54"33) Zora Ripková (55"07) Alexandra Hrnčárová (54"57) Lillian Slušná (54"28)          | 3'38"25 |      |
| 12   | 2        | 2      | Hong Kong   | Tam Hoi Lam (54"08) Gilaine Ma (54"97) Ng Lai Wa (57"06) Li Sum Yiu (53"56)                          | 3'39"67 |      |
| 13   | 2        | 7      | Sudafrica   | Caitlin de Lange (54"01) Hannah Robertson (56"07) Milla Drakopoulos (56"74) Jessica Thompson (55"57) | 3'42"39 |      |

### Finale
| Pos.    | Corsia | Nazione     | Atleta                                                                                            | Tempo   | Note |
| ------- | ------ | ----------- | ------------------------------------------------------------------------------------------------- | ------- | ---- |
| Oro     | 3      | Stati Uniti | Kate Douglass (50"95) Katharine Berkoff (51"38) Alex Shackell (52"01) Gretchen Walsh (50"67)      | 3'25"01 |      |
| Argento | 1      | Australia   | Meg Harris (52"59) Milla Jansen (51"62) Alexandria Perkins (51"68) Lani Pallister (52"36)         | 3'28"25 |      |
| Bronzo  | 8      | Canada      | Mary-Sophie Harvey (52"40) Summer McIntosh (51"81) Ingrid Wilm (52"22) Penny Oleksiak (52"01)     | 3'28"44 |      |
| 4       | 7      | NAB         | Daria Klepikova (51"96) Daria Trofimova (51"36) Milana Stepanova (53"27) Arina Surkova (52"14)    | 3'28"73 |      |
| 5       | 4      | Italia      | Sofia Morini (52"55) Sara Curtis (51"69) Chiara Tarantino (52"63) Emma Virginia Menicucci (52"71) | 3'29"58 |      |
| 6       | 2      | Svezia      | Sara Junevik (52"50) Louise Hansson (51"67) Hanna Bergman (53"35) Sofia Åstedt (52"29)            | 3'29"81 |      |
| 7       | 6      | Ungheria    | Nikolett Pádár (52"69) Panna Ugrai (52"93) Petra Senánszky (52"58) Lilla Minna Ábrahám (51"90)    | 3'30"10 |      |
| 8       | 5      | Germania    | Nina Jazy (53"22) Nicole Maier (52"68) Nina Holt (52"21) Nele Schulze (52"66)                     | 3'30"77 |      |